# Kaarnajärvi
Kaarnajärvi är en sjö i Finland. Den ligger i Vemo kommun i landskapet Egentliga Finland, i den sydvästra delen av landet, 190 km väster om huvudstaden Helsingfors. Kaarnajärvi ligger 15 meter över havet. I omgivningarna runt Kaarnajärvi växer i huvudsak barrskog. Arean är 21,3 hektar och strandlinjen är 3,23 kilometer lång. Sjön  ingår i Skärgårdshavets kustområde, Åland. 